# Hogna yauliensis
Hogna yauliensis är en spindelart som först beskrevs av Embrik Strand 1908.  Hogna yauliensis ingår i släktet Hogna och familjen vargspindlar.
Artens utbredningsområde är Peru. Inga underarter finns listade i Catalogue of Life.